# Ira (voornaam)
Ira is een voornaam, die voor zowel meisjes als jongens wordt gebruikt. De vrouwelijke variant is een vleivorm van Irene of van de Slavische meisjesnaam Irina. De mannelijke variant, Hebreeuws voor veulen, wordt genoemd in het bijbelboek 2 Samuel.

## Bekende personen
Bekende personen met Ira als eerste voornaam of roepnaam zijn of waren:
- Ira Allen (1751-1814), een van de stichters van de Amerikaanse staat Vermont
- Ira Coleman (1956), Amerikaans jazzcontrabassist
- Ira Eaker, (1896-1987), Amerikaans generaal
- Ira von Fürstenberg, (1940), Italiaans prinses, actrice en juwelenontwerpster
- Ira Gershwin, (1896-1983), Amerikaans liedjesschrijver en oudere broer van de componist George Gershwin
- Ira Gitler, (1928-2019), Amerikaans jazzjournalist, -criticus en -historicus
- Ira Hayes, (1923-1955), Amerikaans marinier
- Ira Levin, (1929-2007), Amerikaans schrijver
- Ira Losco, (1981), Maltees zangeres
- Ira Marvin, (1929-2012), Amerikaans filmproducent
- Ira Pettiford, (±1916-1982), Amerikaans jazzmusicus
- Ira Remsen, (1846-1927), Amerikaans chemicus
- Ira David Sankey, (1840-1908), Amerikaans gospelzanger en -componist
- Ira P. Schwarz, (1922-2006), Amerikaans componist, muziekpedagoog en schrijver
- Ira Sullivan, (1931), Amerikaans jazzmusicus
- Ira Francis Vail, (1898-????), Amerikaans componist, dirigent en musicus
- Ira Loren Wiggins, (1899-1987), Amerikaans botanicus